# ليزا جيويل
ليزا جيويل (بالإنجليزية: Lisa Jewell)‏ (19 يوليو 1968 في المملكة المتحدة)؛ كاتِبة وروائية بريطانية.